# Adoretus excisiceps
Adoretus excisiceps är en skalbaggsart som beskrevs av Frey 1973. Adoretus excisiceps ingår i släktet Adoretus och familjen Rutelidae. Inga underarter finns listade i Catalogue of Life.